# Lista de campeões do Campeonato Brasileiro de Futebol

Atual logotipo do Campeonato Brasileiro de Futebol.

Esta é uma lista dos campeões do Campeonato Brasileiro, a mais importante competição brasileira de clubes de futebol, cuja primeira edição ocorreu em 1937, mas que passou a ser regularmente disputado desde 1959.
A primeira edição do campeonato consagrou o Atlético Mineiro como o primeiro clube campeão brasileiro. A segunda edição só foi realizada 22 anos depois e consagrou o Bahia como campeão. As edições posteriores demonstraram um certo domínio dos clubes do estado de São Paulo, que venceram 7 de 10 edições do período em que a competição era denominada de Taça Brasil. A partir de 1967, foi comum termos mais de uma equipe campeã nacional. Isto porque a CBD (Confederação Brasileira de Desportos, entidade responsável pelo futebol nacional na época e precursora da atual CBF) passou a reconhecer o Torneio Roberto Gomes Pedrosa (denominado oficialmente como Taça de Prata) como competição a nível nacional, em igualdade com a Taça Brasil, nesse sentido, mas em seus boletins oficiais entre 1971 e 1975, a CBD colocava as edições do Torneio Roberto Gomes Pedrosa/Taça de Prata em igualdade de condições com as edições posteriores do Campeonato Brasileiro, apenas mantendo os nomes próprios, excluindo esta informação a partir do boletim de 1976, nunca tendo incluído a Taça Brasil na relação de campeonatos brasileiros em seus boletins oficiais neste período. Em 1967, o Palmeiras conquistou as duas competições, passando a ser considerado oficialmente bicampeão brasileiro a partir da unificação da Taça Brasil e do Torneio Roberto Gomes Pedrosa com o Campeonato Brasileiro em 2010. Em 1968, acabamos por ter dois campeões: o Botafogo, que conquistou a Taça Brasil daquele ano e o Santos, que conquistou a Taça de Prata.
A partir de 1969, a Taça de Prata tornou-se a única competição de clubes a nível nacional, consagrando Palmeiras e Fluminense como campeões, e sendo responsável por dar origem ao Campeonato Nacional de Clubes, em 1971. Porém, as edições da Taça Brasil e do Torneio Roberto Gomes Pedrosa/Taça de Prata foram reconhecidas pela Confederação Brasileira de Futebol (CBF) como Campeonato Brasileiro em 2010, embora a antiga CBD já reconhecesse o Torneio Roberto Gomes Pedrosa em sua época e nos primeiros anos da década de 1970. Antes da adoção do nome atual, em 1989, o Campeonato Brasileiro também foi oficialmente designado de Copa Brasil, Taça de Ouro e "Copa União" (nome fantasia), e posteriormente em 2000, foi denominado Copa João Havelange. O campeonato também contou com a utilização de uma enorme variedade de fórmulas de disputa diferentes até a edição de 2002. A fórmula de disputa do certame foi padronizada somente em 2003, quando foi adotado o sistema de pontos corridos com todas as equipes se enfrentando em turno e returno.
Desde 1937, o Campeonato Brasileiro já consagrou 17 clubes diferentes como campeão brasileiro: Palmeiras (12 vezes); Santos (8 vezes); Corinthians e Flamengo (7 vezes); São Paulo (6 vezes); Cruzeiro, Fluminense e Vasco da Gama (4 vezes cada); Atlético Mineiro, Internacional e Botafogo  (3 vezes);  Bahia e Grêmio (2 vezes cada); Athletico Paranaense, Coritiba, Guarani e Sport (1 vez cada).
A partir da adoção dos pontos corridos, foram 9 os clubes campeões: Corinthians e Palmeiras (4 vezes); Cruzeiro, Flamengo e São Paulo (3 vezes cada); Fluminense (2 vezes); Santos, Atlético Mineiro e Botafogo (1 vez cada).

## História

Time do Bahia com a taça e as faixas de campeão brasileiro de 1959.

A história do futebol no Brasil revela uma variedade de campeonatos de caráter nacional. A origem do Campeonato Brasileiro se deu com o Torneio dos Campeões de 1937, organizado pela FBF, reconhecido em 2023 como Campeonato Brasileiro pela CBF e que sucedeu o Campeonato Brasileiro de Clubes Campeões de 1920 da era amadora. Porém, o primeiro certame nacional da história do Brasil a ter continuidade foi a Taça Brasil que, apesar de ter sido instituída em 1954 pela CBD, e de ter seu regulamento definido no ano seguinte, a sua primeira edição não pôde ocorrer em 1955, como havia sido planejado, em razão do calendário do futebol nacional entre 1955 e 1958 já haver então sido aprovado, não podendo o mesmo ser alterado em função da Copa do Mundo de 1958. Sendo assim, ficou definido para a competição começar somente em 1959. Porém, como na época ainda havia limitação de datas, restrições econômicas e dificuldades para viagens e transporte interestaduais em um país com dimensões continentais, a competição foi montada do modo mais econômico possível. Desta forma, participavam apenas os campeões estaduais e, a partir de 1961, o campeão da edição anterior, que se enfrentavam em um grande sistema eliminatório. Sua última edição ocorreu em 1968.
Em 1967, surge a versão expandida do Torneio Roberto Gomes Pedrosa, ficando conhecida como "Robertão". Este certame foi criado a partir da expansão do Torneio Rio–São Paulo, e se tornou a primeira competição a englobar os principais clubes do Brasil. Em 1968, passa a ser denominado oficialmente pela CBD como Taça de Prata, sendo sucedido, em 1971, pelo Campeonato Nacional de Clubes — que foi considerado pela entidade máxima do futebol brasileiro como sendo a primeira edição do Campeonato Brasileiro, a partir de 1976 até 2010, quando a CBF unificou os títulos da Taça Brasil e do Torneio Roberto Gomes Pedrosa/Taça de Prata aos títulos brasileiros a partir de 1971. Houve pouquíssimas diferenças entre a última edição do "Robertão", em 1970, e a primeira edição do Campeonato Nacional de Clubes. Antes de receber oficialmente sua designação atual, em 1989, o "Brasileirão" também foi chamado de Copa Brasil, Taça de Ouro e "Copa União" (nome fantasia), e posteriormente em 2000, foi denominado Copa João Havelange. De 1971 a 2002 o campeonato teve 32 edições e 32 fórmulas diferentes. Desde 2003, as equipes se enfrentam em turno e returno por pontos corridos, sistema utilizado principalmente na Europa.
Legenda
| Venceu somente o Campeonato Brasileiro                                                         | 38 vezes |
| Também venceu o Campeonato Estadual                                                            | 23 vezes |
| Também venceu o Campeonato Estadual e a Copa do Brasil                                         | 2 vezes  |
| Também venceu o Campeonato Estadual e a Copa Libertadores                                      | 1 vez    |
| Também venceu a Copa Libertadores e o Mundial (FIFA / Intercontinental)                        | 1 vez    |
| Também venceu o Campeonato Estadual, a Copa Libertadores e o Mundial (FIFA / Intercontinental) | 1 vez    |

| Ano  | Vencedor                | Vice                    | Terceiro colocado       | Quarto colocado         | Quinto colocado         | Sexto colocado          | Artilheiro(s)                                                             | Gols |
| ---- | ----------------------- | ----------------------- | ----------------------- | ----------------------- | ----------------------- | ----------------------- | ------------------------------------------------------------------------- | ---- |
| 1937 | Atlético Mineiro (1)    | Fluminense (1)          | Rio Branco (1)          | Portuguesa (1)          | Liga da Marinha (1)     | Aliança (1)             | Paulista (Atlético-MG)                                                    | 8    |
| 1959 | Bahia (1)               | Santos (1)              | Grêmio (1)              | Vasco da Gama (1)       | Sport (1)               | Atlético Mineiro (1)    | Léo Briglia (Bahia)                                                       | 8    |
| 1960 | Palmeiras (1)           | Fortaleza (1)           | Fluminense (1)          | Santa Cruz (1)          | Bahia (1)               | Grêmio (1)              | Bececê (Fortaleza)                                                        | 7    |
| 1961 | Santos (1)              | Bahia (1)               | America (1)             | Náutico (1)             | Palmeiras (1)           | Fortaleza (1)           | Pelé (Santos)                                                             | 7    |
| 1962 | Santos (2)              | Botafogo (1)            | Internacional (1)       | Sport (1)               | Campinense (1)          | Cruzeiro (1)            | Coutinho (Santos)                                                         | 7    |
| 1963 | Santos (3)              | Bahia (2)               | Grêmio (2)              | Botafogo (1)            | Sport (2)               | Atlético Mineiro (2)    | Pelé (Santos)                                                             | 8    |
| 1964 | Santos (4)              | Flamengo (1)            | Ceará (1)               | Palmeiras (1)           | Atlético Mineiro (1)    | Fluminense de Feira (1) | Pelé (Santos)                                                             | 7    |
| 1965 | Santos (5)              | Vasco da Gama (1)       | Náutico (1)             | Palmeiras (2)           | Grêmio (1)              | Fortaleza (2)           | Alcindo (Grêmio)                                                          | 10   |
| 1966 | Cruzeiro (1)            | Santos (2)              | Náutico (2)             | Fluminense (1)          | Palmeiras (2)           | Vitória (1)             | Bita (Náutico) Toninho Guerreiro (Santos)                                 | 10   |
| 1967 | Palmeiras (2)           | Internacional (1)       | Corinthians (1)         | Grêmio (1)              | Portuguesa (1)          | Santos (1)              | Ademar Pantera (Flamengo) César Maluco (Palmeiras)                        | 15   |
| 1967 | Palmeiras (3)           | Náutico (1)             | Grêmio (3)              | Cruzeiro (1)            | Atlético Mineiro (2)    | América (Ceará) (1)     | Chicletes (Treze)                                                         | 9    |
| 1968 | Botafogo (1)            | Fortaleza (2)           | Cruzeiro (1)            | Náutico (2)             | Metropol (1)            | Bahia (1)               | Ferretti (Botafogo)                                                       | 7    |
| 1968 | Santos (6)              | Internacional (2)       | Vasco da Gama (1)       | Palmeiras (3)           | Corinthians (1)         | Grêmio (2)              | Toninho Guerreiro (Santos)                                                | 18   |
| 1969 | Palmeiras (4)           | Cruzeiro (1)            | Corinthians (2)         | Botafogo (2)            | Internacional (1)       | Atlético Mineiro (3)    | Edu (América)                                                             | 14   |
| 1970 | Fluminense (1)          | Palmeiras (1)           | Atlético Mineiro (1)    | Cruzeiro (2)            | Internacional (2)       | Flamengo (1)            | Tostão (Cruzeiro)                                                         | 12   |
| 1971 | Atlético Mineiro (2)    | São Paulo (1)           | Botafogo (1)            | Corinthians (1)         | Internacional (3)       | Grêmio (3)              | Dadá Maravilha (Atlético Mineiro)                                         | 15   |
| 1972 | Palmeiras (5)           | Botafogo (2)            | Internacional (2)       | Corinthians (2)         | Coritiba (1)            | Cruzeiro (2)            | Dadá Maravilha (Atlético Mineiro) Pedro Rocha (São Paulo)                 | 17   |
| 1973 | Palmeiras (6)           | São Paulo (2)           | Cruzeiro (2)            | Internacional (1)       | Grêmio (2)              | Santos (2)              | Ramón (Santa Cruz)                                                        | 21   |
| 1974 | Vasco da Gama (1)       | Cruzeiro (2)            | Santos (1)              | Internacional (2)       | Grêmio (3)              | Flamengo (2)            | Roberto Dinamite (Vasco da Gama)                                          | 16   |
| 1975 | Internacional (1)       | Cruzeiro (3)            | Fluminense (2)          | Santa Cruz (2)          | São Paulo (1)           | Corinthians (1)         | Flávio (Internacional)                                                    | 16   |
| 1976 | Internacional (2)       | Corinthians (1)         | Atlético Mineiro (2)    | Fluminense (2)          | Flamengo (1)            | Grêmio (4)              | Dario (Internacional)                                                     | 16   |
| 1977 | São Paulo (1)           | Atlético Mineiro (1)    | Operário (1)            | Londrina (1)            | Botafogo (1)            | Palmeiras (1)           | Reinaldo (Atlético Mineiro)                                               | 28   |
| 1978 | Guarani (1)             | Palmeiras (2)           | Internacional (3)       | Vasco da Gama (2)       | Santa Cruz (1)          | Grêmio (5)              | Paulinho (Vasco da Gama)                                                  | 19   |
| 1979 | Internacional (3)       | Vasco da Gama (2)       | Coritiba (1)            | Palmeiras (4)           | Operário (1)            | Cruzeiro (3)            | César (America)                                                           | 13   |
| 1980 | Flamengo (1)            | Atlético Mineiro (2)    | Internacional (4)       | Coritiba (1)            | Corinthians (2)         | Grêmio (6)              | Zico (Flamengo)                                                           | 21   |
| 1981 | Grêmio (1)              | São Paulo (3)           | Ponte Preta (1)         | Botafogo (3)            | Vasco da Gama (1)       | Flamengo (3)            | Nunes (Flamengo)                                                          | 16   |
| 1982 | Flamengo (2)            | Grêmio (1)              | Guarani (1)             | Corinthians (3)         | Fluminense (1)          | São Paulo (1)           | Zico (Flamengo)                                                           | 21   |
| 1983 | Flamengo (3)            | Santos (3)              | Atlético Mineiro (3)    | Atlético Paranaense (1) | São Paulo (2)           | Vasco da Gama (1)       | Serginho Chulapa (Santos)                                                 | 22   |
| 1984 | Fluminense (2)          | Vasco da Gama (3)       | Grêmio (4)              | Corinthians (4)         | Flamengo (2)            | Náutico (1)             | Roberto Dinamite (Vasco da Gama)                                          | 16   |
| 1985 | Coritiba (1)            | Bangu (1)               | Brasil de Pelotas (1)   | Atlético Mineiro (1)    | Sport (3)               | Ponte Preta (1)         | Edmar (Guarani)                                                           | 20   |
| 1986 | São Paulo (2)           | Guarani (1)             | Atlético Mineiro (4)    | America (1)             | Bahia (2)               | Fluminense (1)          | Careca (São Paulo)                                                        | 25   |
| 1987 | Sport (1)               | Guarani (2)             | Flamengo (1)            | Internacional (3)       | Atlético Paranaense (1) | Bangu (1)               | Müller (São Paulo)                                                        | 10   |
| 1988 | Bahia (2)               | Internacional (3)       | Fluminense (3)          | Grêmio (2)              | Vasco da Gama (2)       | Flamengo (4)            | Nílson (Internacional)                                                    | 15   |
| 1989 | Vasco da Gama (2)       | São Paulo (4)           | Cruzeiro (3)            | Botafogo (4)            | Palmeiras (3)           | Corinthians (2)         | Túlio (Goiás)                                                             | 11   |
| 1990 | Corinthians (1)         | São Paulo (5)           | Grêmio (5)              | Bahia (1)               | Atlético Mineiro (3)    | Palmeiras (2)           | Charles (Bahia)                                                           | 11   |
| 1991 | São Paulo (3)           | Bragantino (1)          | Atlético Mineiro (5)    | Fluminense (3)          | Corinthians (3)         | Palmeiras (3)           | Paulinho McLaren (Santos)                                                 | 15   |
| 1992 | Flamengo (4)            | Botafogo (3)            | Vasco da Gama (2)       | Bragantino (1)          | São Paulo (3)           | Corinthians (3)         | Bebeto (Vasco da Gama)                                                    | 18   |
| 1993 | Palmeiras (7)           | Vitória (1)             | Corinthians (3)         | São Paulo (1)           | Santos (1)              | Guarani (1)             | Guga (Santos)                                                             | 15   |
| 1994 | Palmeiras (8)           | Corinthians (2)         | Guarani (2)             | Atlético Mineiro (2)    | Botafogo (2)            | São Paulo (2)           | Amoroso (Guarani) Túlio (Botafogo)                                        | 19   |
| 1995 | Botafogo (2)            | Santos (4)              | Cruzeiro (4)            | Fluminense (4)          | Palmeiras (4)           | Bragantino (1)          | Túlio (Botafogo)                                                          | 12   |
| 1996 | Grêmio (2)              | Portuguesa (1)          | Atlético Mineiro (6)    | Goiás (1)               | Cruzeiro (1)            | Guarani (2)             | Paulo Nunes (Grêmio) Renaldo (Atlético Mineiro)                           | 16   |
| 1997 | Vasco da Gama (3)       | Palmeiras (3)           | Internacional (5)       | Atlético Mineiro (3)    | Flamengo (3)            | Portuguesa (1)          | Edmundo (Vasco da Gama)                                                   | 29   |
| 1998 | Corinthians (2)         | Cruzeiro (4)            | Santos (2)              | Portuguesa (2)          | Palmeiras (5)           | Coritiba (1)            | Viola (Santos)                                                            | 21   |
| 1999 | Corinthians (3)         | Atlético Mineiro (3)    | Vitória (1)             | São Paulo (2)           | Cruzeiro (2)            | Ponte Preta (2)         | Guilherme (Atlético Mineiro)                                              | 28   |
| 2000 | Vasco da Gama (4)       | São Caetano (1)         | Cruzeiro (5)            | Grêmio (3)              | Sport (4)               | Internacional (1)       | Adhemar (São Caetano)                                                     | 22   |
| 2001 | Atlético Paranaense (1) | São Caetano (2)         | Fluminense (4)          | Atlético Mineiro (4)    | Grêmio (4)              | Ponte Preta (3)         | Romário (Vasco da Gama)                                                   | 21   |
| 2002 | Santos (7)              | Corinthians (3)         | Grêmio (6)              | Fluminense (5)          | São Paulo (4)           | São Caetano (1)         | Luís Fabiano (São Paulo) Rodrigo Fabri (Grêmio)                           | 19   |
| 2003 | Cruzeiro (2)            | Santos (5)              | São Paulo (1)           | São Caetano (1)         | Coritiba (2)            | Internacional (2)       | Dimba (Goiás)                                                             | 31   |
| 2004 | Santos (8)              | Atlético Paranaense (1) | São Paulo (2)           | Palmeiras (5)           | Corinthians (4)         | Goiás (1)               | Washington (Atlético Paranaense)                                          | 34   |
| 2005 | Corinthians (4)         | Internacional (4)       | Goiás (1)               | Palmeiras (6)           | Fluminense (2)          | Atlético Paranaense (1) | Romário (Vasco da Gama)                                                   | 22   |
| 2006 | São Paulo (4)           | Internacional (5)       | Grêmio (7)              | Santos (1)              | Paraná (1)              | Vasco da Gama (2)       | Souza (Goiás)                                                             | 17   |
| 2007 | São Paulo (5)           | Santos (6)              | Flamengo (2)            | Fluminense (6)          | Cruzeiro (3)            | Grêmio (7)              | Josiel (Paraná)                                                           | 20   |
| 2008 | São Paulo (6)           | Grêmio (2)              | Cruzeiro (6)            | Palmeiras (7)           | Flamengo (4)            | Internacional (3)       | Keirrison (Coritiba) Kléber Pereira (Santos) Washington (Fluminense)      | 21   |
| 2009 | Flamengo (5)            | Internacional (6)       | São Paulo (3)           | Cruzeiro (3)            | Palmeiras (6)           | Avaí (1)                | Adriano (Flamengo) Diego Tardelli (Atlético Mineiro)                      | 19   |
| 2010 | Fluminense (3)          | Cruzeiro (5)            | Corinthians (4)         | Grêmio (4)              | Atlético Paranaense (2) | Botafogo (1)            | Jonas (Grêmio)                                                            | 23   |
| 2011 | Corinthians (5)         | Vasco da Gama (4)       | Fluminense (5)          | Flamengo (1)            | Internacional (4)       | São Paulo (3)           | Borges (Santos)                                                           | 23   |
| 2012 | Fluminense (4)          | Atlético Mineiro (4)    | Grêmio (8)              | São Paulo (3)           | Vasco da Gama (3)       | Corinthians (4)         | Fred (Fluminense)                                                         | 20   |
| 2013 | Cruzeiro (3)            | Grêmio (3)              | Atlético Paranaense (1) | Botafogo (5)            | Vitória (1)             | Goiás (2)               | Éderson (Atlético Paranaense)                                             | 21   |
| 2014 | Cruzeiro (4)            | São Paulo (6)           | Internacional (6)       | Corinthians (4)         | Atlético Mineiro (4)    | Fluminense (2)          | Fred (Fluminense)                                                         | 18   |
| 2015 | Corinthians (6)         | Atlético Mineiro (5)    | Grêmio (9)              | São Paulo (4)           | Internacional (5)       | Sport (1)               | Ricardo Oliveira (Santos)                                                 | 20   |
| 2016 | Palmeiras (9)           | Santos (7)              | Flamengo (3)            | Atlético Mineiro (4)    | Botafogo (3)            | Atlético Paranaense (2) | William Pottker (Ponte Preta) Diego Souza (Sport) Fred (Atlético Mineiro) | 14   |
| 2017 | Corinthians (7)         | Palmeiras (4)           | Santos (3)              | Grêmio (5)              | Cruzeiro (4)            | Flamengo (5)            | Henrique Dourado (Fluminense) Jô (Corinthians)                            | 18   |
| 2018 | Palmeiras (10)          | Flamengo (2)            | Internacional (7)       | Grêmio (6)              | São Paulo (5)           | Atlético Mineiro (4)    | Gabriel (Santos)                                                          | 18   |
| 2019 | Flamengo (6)            | Santos (8)              | Palmeiras (1)           | Grêmio (7)              | Atlético Paranaense (3) | São Paulo (4)           | Gabriel (Flamengo)                                                        | 25   |
| 2020 | Flamengo (7)            | Internacional (7)       | Atlético Mineiro (7)    | São Paulo (5)           | Fluminense (3)          | Grêmio (8)              | Luciano (São Paulo) Claudinho (Bragantino)                                | 18   |
| 2021 | Atlético Mineiro (2)    | Flamengo (3)            | Palmeiras (2)           | Fortaleza (1)           | Corinthians (5)         | Bragantino (2)          | Hulk (Atlético Mineiro)                                                   | 19   |
| 2022 | Palmeiras (11)          | Internacional (8)       | Fluminense (6)          | Corinthians (5)         | Flamengo (5)            | Atlético Paranaense (3) | Germán Cano (Fluminense)                                                  | 26   |
| 2023 | Palmeiras (12)          | Grêmio (4)              | Atlético Mineiro (8)    | Flamengo (2)            | Botafogo (2)            | Bragantino (3)          | Paulinho (Atlético Mineiro)                                               | 20   |
| 2024 | Botafogo (3)            | Palmeiras (5)           | Flamengo (4)            | Fortaleza (2)           | Internacional (6)       | São Paulo (5)           | Yuri Alberto (Corinthians) Alerrandro (Vitória)                           | 15   |

## Total de títulos
| Clube                | Campeões                                                                     | Vices                                               | Terceiro lugar                                            | Quarto lugar                                  | Total entre os quatro primeiros |
| -------------------- | ---------------------------------------------------------------------------- | --------------------------------------------------- | --------------------------------------------------------- | --------------------------------------------- | ------------------------------- |
| Palmeiras            | 12 (1960, 1967, 1967, 1969, 1972, 1973, 1993, 1994, 2016, 2018, 2022 e 2023) | 5 (1970, 1978, 1997, 2017 e 2024)                   | 2 (2019, 2021)                                            | 7 (1964, 1965, 1968, 1979, 2004, 2005 e 2008) | 26                              |
| Santos               | 8 (1961, 1962, 1963, 1964, 1965, 1968, 2002 e 2004)                          | 8 (1959, 1966, 1983, 1995, 2003, 2007, 2016 e 2019) | 3 (1974, 1998 e 2017)                                     | 1 (2006)                                      | 20                              |
| Corinthians          | 7 (1990, 1998, 1999, 2005, 2011, 2015 e 2017)                                | 3 (1976, 1994 e 2002)                               | 4 (1967, 1969, 1993 e 2010)                               | 6 (1971, 1972, 1982, 1984, 2014 e 2022)       | 20                              |
| Flamengo             | 7 (1980, 1982, 1983, 1992, 2009, 2019 e 2020)                                | 3 (1964, 2018, 2021)                                | 4 (1987, 2007, 2016 e 2024)                               | 2 (2011 e 2023)                               | 16                              |
| São Paulo            | 6 (1977, 1986, 1991, 2006, 2007 e 2008)                                      | 6 (1971, 1973, 1981, 1989, 1990 e 2014)             | 3 (2003, 2004 e 2009)                                     | 5 (1993, 1999, 2012, 2015 e 2020)             | 20                              |
| Cruzeiro             | 4 (1966, 2003, 2013 e 2014)                                                  | 5 (1969, 1974, 1975, 1998 e 2010)                   | 6 (1968, 1973, 1989, 1995, 2000 e 2008)                   | 3 (1967, 1970 e 2009)                         | 18                              |
| Vasco da Gama        | 4 (1974, 1989, 1997 e 2000)                                                  | 4 (1965, 1979, 1984 e 2011)                         | 2 (1968 e 1992)                                           | 2 (1959 e 1978)                               | 12                              |
| Fluminense           | 4 (1970, 1984, 2010 e 2012)                                                  | 1 (1937)                                            | 6 (1960, 1975, 1988, 2001, 2011 e 2022)                   | 6 (1966, 1976, 1991, 1995, 2002 e 2007)       | 17                              |
| Internacional        | 3 (1975, 1976 e 1979)                                                        | 8 (1967, 1968, 1988, 2005, 2006, 2009, 2020 e 2022) | 7 (1962, 1972, 1978, 1980, 1997, 2014 e 2018)             | 3 (1973, 1974 e 1987)                         | 21                              |
| Atlético Mineiro     | 3 (1937, 1971 e 2021)                                                        | 5 (1977, 1980, 1999, 2012 e 2015)                   | 8 (1970, 1976, 1983, 1986, 1991, 1996, 2020 e 2023)       | 5 (1985, 1994, 1997, 2001 e 2016)             | 21                              |
| Botafogo             | 3 (1968, 1995 e 2024)                                                        | 3 (1962, 1972 e 1992)                               | 1 (1971)                                                  | 5 (1963, 1969, 1981, 1989 e 2013)             | 12                              |
| Grêmio               | 2 (1981 e 1996)                                                              | 4 (1982, 2008, 2013 e 2023)                         | 9 (1959, 1963, 1967, 1984, 1990, 2002, 2006, 2012 e 2015) | 7 (1967, 1988, 2000, 2010, 2017, 2018 e 2019) | 22                              |
| Bahia                | 2 (1959 e 1988)                                                              | 2 (1961 e 1963)                                     | 0                                                         | 1 (1990)                                      | 5                               |
| Guarani              | 1 (1978)                                                                     | 2 (1986 e 1987)                                     | 2 (1982, 1994)                                            | 0                                             | 5                               |
| Athletico Paranaense | 1 (2001)                                                                     | 1 (2004)                                            | 1 (2013)                                                  | 1 (1983)                                      | 4                               |
| Coritiba             | 1 (1985)                                                                     | 0                                                   | 1 (1979)                                                  | 1 (1980)                                      | 3                               |
| Sport                | 1 (1987)                                                                     | 0                                                   | 0                                                         | 1 (1962)                                      | 2                               |
| Fortaleza            | 0                                                                            | 2 (1960 e 1968)                                     | 0                                                         | 2 (2021 e 2024)                               | 4                               |
| São Caetano          | 0                                                                            | 2 (2000 e 2001)                                     | 0                                                         | 1 (2003)                                      | 3                               |
| Náutico              | 0                                                                            | 1 (1967)                                            | 2 (1965 e 1966)                                           | 2 (1961 e 1968)                               | 5                               |
| Vitória              | 0                                                                            | 1 (1993)                                            | 1 (1999)                                                  | 0                                             | 2                               |
| Portuguesa           | 0                                                                            | 1 (1996)                                            | 0                                                         | 2 (1998 e 1937)                               | 3                               |
| Bragantino           | 0                                                                            | 1 (1991)                                            | 0                                                         | 1 (1992)                                      | 2                               |
| Bangu                | 0                                                                            | 1 (1985)                                            | 0                                                         | 0                                             | 1                               |
| America              | 0                                                                            | 0                                                   | 1 (1961)                                                  | 1 (1986)                                      | 2                               |
| Goiás                | 0                                                                            | 0                                                   | 1 (2005)                                                  | 1 (1996)                                      | 2                               |
| Rio Branco-ES        | 0                                                                            | 0                                                   | 1 (1937)                                                  | 0                                             | 1                               |
| Ceará                | 0                                                                            | 0                                                   | 1 (1964)                                                  | 0                                             | 1                               |
| Operário-MS          | 0                                                                            | 0                                                   | 1 (1977)                                                  | 0                                             | 1                               |
| Ponte Preta          | 0                                                                            | 0                                                   | 1 (1981)                                                  | 0                                             | 1                               |
| Brasil de Pelotas    | 0                                                                            | 0                                                   | 1 (1985)                                                  | 0                                             | 1                               |
| Santa Cruz           | 0                                                                            | 0                                                   | 0                                                         | 2 (1960 e 1975)                               | 2                               |
| Londrina             | 0                                                                            | 0                                                   | 0                                                         | 1 (1977)                                      | 1                               |

| Estado            | Campeões | Edições |
| São Paulo         | 34       | 1960, 1961, 1962, 1963, 1964, 1965, 1967 , 1967 , 1968 , 1969, 1972, 1973, 1977, 1978, 1986, 1990, 1991, 1993, 1994, 1998, 1999, 2002, 2004, 2005, 2006, 2007, 2008, 2011, 2015, 2016, 2017, 2018, 2022 e 2023 |
| Rio de Janeiro    | 18       | 1968 , 1970, 1974, 1980, 1982, 1983, 1984, 1989, 1992, 1995, 1997, 2000, 2009, 2010, 2012, 2019, 2020 e 2024                                                                                                   |
| Minas Gerais      | 7        | 1937, 1966, 1971, 2003, 2013, 2014 e 2021 |
| Rio Grande do Sul | 5        | 1975, 1976, 1979, 1981 e 1996 |
| Bahia             | 2        | 1959 e 1988 |
| Paraná            | 2        | 1985 e 2001 |
| Pernambuco        | 1        | 1987 |

| Cidade         | Campeões | Edições |
| São Paulo      | 25       | 1960, 1967, 1967, 1969, 1972, 1973, 1977, 1986, 1990, 1991, 1993, 1994, 1998, 1999, 2005, 2006, 2007, 2008, 2011, 2015, 2016, 2017, 2018, 2022 e 2023 |
| Rio de Janeiro | 18       | 1968, 1970, 1974, 1980, 1982, 1983, 1984, 1989, 1992, 1995, 1997, 2000, 2009, 2010, 2012, 2019, 2020 e 2024                                           |
| Santos         | 8        | 1960, 1961, 1962, 1963, 1964, 1965, 1968, 2002, 2004                                                                                                  |
| Belo Horizonte | 7        | 1937, 1966, 1971, 2003, 2013, 2014 e 2021 |
| Porto Alegre   | 5        | 1975, 1976, 1979, 1981 e 1996 |
| Salvador       | 2        | 1959 e 1988 |
| Curitiba       | 2        | 1985 e 2001 |
| Campinas       | 1        | 1978 |
| Recife         | 1        | 1987 |